# Weltcup der Nordischen Kombination 2001/02
Die Weltcupsaison 2001/02 der Nordischen Kombination begann am 23. November 2001 im finnischen Kuopio und endete am 16. März 2002 am Holmenkollen bei Oslo. Während der Saison fanden vom 8. bis 24. Februar 2002 die Olympischen Winterspiele in Salt Lake City statt.
Den Gesamtweltcup konnte Ronny Ackermann vor dem Vorjahressieger Felix Gottwald aus Österreich und dem Finnen Samppa Lajunen gewinnen. Dabei feierte er wie Gottwald sechs Weltcuperfolge. Ronny Ackermann ist damit erst der zweite deutsche Gesamtweltcupsieger nach Hermann Weinbuch, dem dies zuletzt in der Saison 1985/86 gelang. Zudem konnte Ackermann auch den Sprintweltcup gewinnen.
Neben Ackermann überzeugten auch die anderen deutschen Kombinierer. So konnten Björn Kircheisen und Georg Hettich ihre ersten Podestplätze holen. Seinen ersten Weltcupsieg dagegen konnte Bill Demong beim Einzelrennen in Liberec feiern. Den einzigen Teamwettbewerb der Weltcupsaison entschieden die Finnen vor den Teams aus Österreich und Deutschland für sich. Für das deutsche Team war es der erste Podestplatz bei einem Teamwettbewerb im Weltcup.

## Ergebnisse und Wertungen

### Weltcup-Übersicht
| Datum                                                                  | Austragungsort    | Disziplin          | Sieger                                                    | Zweiter                                                | Dritter                                                    |
| ---------------------------------------------------------------------- | ----------------- | ------------------ | --------------------------------------------------------- | ------------------------------------------------------ | ---------------------------------------------------------- |
| 23.11.2001                                                             | Kuopio            | Einzel K120/15 km  | Ronny Ackermann                                           | Björn Kircheisen                                       | Kristian Hammer                                            |
| 25.11.2001                                                             | Kuopio            | Sprint K120/7,5 km | Ronny Ackermann                                           | Hannu Manninen                                         | Kristian Hammer                                            |
| 01.12.2001                                                             | Lillehammer       | Team K90/3 × 5 km  | Wettkampf abgesagt                                        | Wettkampf abgesagt                                     | Wettkampf abgesagt                                         |
| 02.12.2001                                                             | Lillehammer       | Einzel K120/15 km  | Todd Lodwick                                              | Felix Gottwald                                         | Preben Fjære Brynemo                                       |
| 07.12.2001                                                             | Zakopane          | Massen 15 km/K120  | Felix Gottwald                                            | Ronny Ackermann                                        | Samppa Lajunen                                             |
| 09.12.2001                                                             | Štrbské Pleso     | Sprint K90/7,5 km  | Samppa Lajunen                                            | Ronny Ackermann                                        | Felix Gottwald                                             |
| 16.12.2001                                                             | Steamboat Springs | Einzel K90/15 km   | Felix Gottwald                                            | Todd Lodwick                                           | Ronny Ackermann                                            |
| 18.12.2001                                                             | Steamboat Springs | Sprint K114/7,5 km | Ronny Ackermann                                           | Samppa Lajunen                                         | Felix Gottwald                                             |
| Warsteiner Grand Prix                                                  |                   |                    |                                                           |                                                        |                                                            |
| 29.12.2001                                                             | Oberwiesenthal    | Sprint K95/7,5 km  | Felix Gottwald                                            | Ronny Ackermann                                        | Mario Stecher                                              |
| 03.01.2002                                                             | Reit im Winkl     | Sprint K90/7,5 km  | Ronny Ackermann                                           | Felix Gottwald                                         | Samppa Lajunen                                             |
| 05.01.2002                                                             | Schonach          | Einzel K90/15 km   | Felix Gottwald                                            | Samppa Lajunen                                         | Ronny Ackermann                                            |
| Gesamtwertung                                                          | Gesamtwertung     | Gesamtwertung      | Felix Gottwald                                            | Ronny Ackermann                                        | Samppa Lajunen                                             |
| 09.01.2002                                                             | Val di Fiemme     | Team K95/3 × 5 km  | Finnland IJaakko Tallus Samppa Lajunen Mikko Keskinarkaus | ÖsterreichFelix Gottwald Christoph Eugen Mario Stecher | Deutschland IRonny Ackermann Sebastian Haseney Jens Gaiser |
| 11.01.2002                                                             | Val di Fiemme     | Sprint K120/7,5 km | Felix Gottwald                                            | Ronny Ackermann                                        | Björn Kircheisen                                           |
| 13.01.2002                                                             | Ramsau            | Massen 15 km/K90   | Felix Gottwald                                            | Samppa Lajunen                                         | Jaakko Tallus                                              |
| 18.01.2002                                                             | Liberec           | Sprint K120/7,5 km | Ronny Ackermann                                           | Georg Hettich                                          | Daito Takahashi                                            |
| 20.01.2002                                                             | Liberec           | Einzel K120/15 km  | Bill Demong                                               | Pavel Churavý                                          | Felix Gottwald                                             |
| 8. bis 24. Februar 2002 Olympische Winterspiele 2002 in Salt Lake City |                   |                    |                                                           |                                                        |                                                            |
| Nordic Tournament                                                      |                   |                    |                                                           |                                                        |                                                            |
| 01.03.2002                                                             | Lahti             | Einzel K116/15 km  | Samppa Lajunen                                            | Ronny Ackermann                                        | Jaakko Tallus                                              |
| 03.03.2002                                                             | Lahti             | Sprint K116/7,5 km | Samppa Lajunen                                            | Ronny Ackermann                                        | Sebastian Haseney                                          |
| 09.03.2002                                                             | Falun             | Massen 15 km/K115  | Wettkampf abgesagt                                        | Wettkampf abgesagt                                     | Wettkampf abgesagt                                         |
| 13.03.2002                                                             | Trondheim         | Sprint K120/7,5 km | Samppa Lajunen                                            | Ronny Ackermann                                        | Georg Hettich                                              |
| 15.03.2002                                                             | Oslo              | Einzel K115/15 km  | Ronny Ackermann                                           | Jaakko Tallus                                          | Samppa Lajunen                                             |
| 16.03.2002                                                             | Oslo              | Sprint K115/7,5 km | Hannu Manninen                                            | Samppa Lajunen                                         | Ronny Ackermann                                            |
| Gesamtwertung                                                          | Gesamtwertung     | Gesamtwertung      | Samppa Lajunen                                            | Ronny Ackermann                                        | Jaakko Tallus                                              |

### Wertungen
| Rang | Name               | Punkte |
| ---- | ------------------ | ------ |
| 01.  | Ronny Ackermann    | 2110   |
| 02.  | Felix Gottwald     | 1986   |
| 03.  | Samppa Lajunen     | 1863   |
| 04.  | Jaakko Tallus      | 1220   |
| 05.  | Daito Takahashi    | 1101   |
| 06.  | Todd Lodwick       | 1079   |
| 07.  | Mario Stecher      | 1017   |
| 08.  | Hannu Manninen     | 0911   |
| 09.  | Christoph Bieler   | 0870   |
| 10.  | Bill Demong        | 0842   |
| 11.  | Georg Hettich      | 0810   |
| 12.  | Kristian Hammer    | 0810   |
| 13.  | Sebastian Haseney  | 0796   |
| 14.  | Björn Kircheisen   | 0715   |
| 15.  | Mikko Keskinarkaus | 0669   |
| 16.  | Marcel Höhlig      | 0560   |
| 17.  | Michael Gruber     | 0532   |
| 18.  | Jens Gaiser        | 0523   |

| Rang | Name                 | Punkte |
| ---- | -------------------- | ------ |
| 19.  | Ronny Heer           | 0517   |
| 20.  | Pavel Churavý        | 0471   |
| 21.  | Christoph Eugen      | 0463   |
| 22.  | Thorsten Schmitt     | 0456   |
| 23.  | Kevin Arnould        | 0442   |
| 24.  | Gen Tomii            | 0417   |
| 25.  | Preben Fjære Brynemo | 0409   |
| 26.  | Kenji Ogiwara        | 0405   |
| 27.  | Jouni Kaitainen      | 0383   |
| 28.  | Ludovic Roux         | 0380   |
| 29.  | Jan Rune Grave       | 0374   |
| 30.  | Antti Kuisma         | 0370   |
| 31.  | Andy Hartmann        | 0370   |
| 32.  | Satoshi Mori         | 0369   |
| 33.  | Matt Dayton          | 0365   |
| 34.  | Nicolas Bal          | 0340   |
| 35.  | Matthias Menz        | 0322   |
| 36.  | Andreas Hurschler    | 0321   |

| Rang | Name                | Punkte |
| ---- | ------------------- | ------ |
| 37.  | Jan Schmid          | 0300   |
| 38.  | Ivan Rieder         | 0295   |
| 39.  | Stephan Münchmeyer  | 0288   |
| 40.  | Johnny Spillane     | 0288   |
| 41.  | Jari Mantila        | 0287   |
| 42.  | Ladislav Rygl       | 0285   |
| 43.  | Espen Rian          | 0280   |
| 44.  | Frédéric Baud       | 0267   |
| 45.  | Lars Andreas Østvik | 0267   |
| 46.  | Jens Deimel         | 0247   |
| 47.  | Mathieu Martinez    | 0244   |
| 48.  | Alexei Fadejew      | 0209   |
| 49.  | Seppi Hurschler     | 0081   |
| 50.  | Petter Tande        | 0077   |
| 51.  | Sébastien Lacroix   | 0056   |
| 52.  | Jo-Wesche Fossheim  | 0031   |
| 53.  | Zdeněk Maka         | 0012   |

| Rang | Name               | Punkte |
| ---- | ------------------ | ------ |
| 01.  | Ronny Ackermann    | 1295   |
| 02.  | Samppa Lajunen     | 1058   |
| 03.  | Felix Gottwald     | 0956   |
| 04.  | Mario Stecher      | 0647   |
| 05.  | Hannu Manninen     | 0585   |
| 06.  | Jaakko Tallus      | 0572   |
| 07.  | Georg Hettich      | 0551   |
| 08.  | Daito Takahashi    | 0549   |
| 09.  | Christoph Bieler   | 0485   |
| 10.  | Sebastian Haseney  | 0454   |
| 11.  | Todd Lodwick       | 0401   |
| 12.  | Björn Kircheisen   | 0392   |
| 13.  | Kristian Hammer    | 0390   |
| 14.  | Mikko Keskinarkaus | 0366   |
| 15.  | Ronny Heer         | 0324   |

| Rang | Land               | Punkte |
| ---- | ------------------ | ------ |
| 01.  | Deutschland        | 5220   |
| 02.  | Finnland           | 5084   |
| 03.  | Österreich         | 4889   |
| 04.  | Vereinigte Staaten | 2740   |
| 05.  | Japan              | 2439   |
| 06.  | Norwegen           | 2217   |
| 07.  | Frankreich         | 1365   |
| 08.  | Schweiz            | 1262   |
| 09.  | Tschechien         | 0894   |
| 10.  | Russland           | 0181   |
| 11.  | Estland            | 0166   |
| 12.  | Slowakei           | 0091   |
| 13.  | Italien            | 0085   |
| 14.  | Slowenien          | 0063   |
| 15.  | Polen              | 0003   |